# Camsisoleu
Camsisoleu (em latim: Camsisoleus) foi um oficial romano do século III, ativo durante o reinado do imperador Galiano (r. 253–268). Era nativo do Egito e irmão de Aurélio Teódoto. Em 260/268, serve como duque e derrota o usurpador Trebeliano. Sua existência, contudo, é contestada.